# Zakład Filozofii Polskiej Instytutu Filozofii Uniwersytetu Jagiellońskiego
Zakład Filozofii Polskiej Instytutu Filozofii Uniwersytetu Jagiellońskiego – jeden z zakładów wchodzących w skład Instytutu Filozofii na Uniwersytecie Jagiellońskim.
Utworzony z części Zakładu Historii Filozofii z inicjatywy prof. Jana Skoczyńskiego, badacza myśli polskiej i historiozofii. Mieści się w gmachu Instytutu Filozofii przy ulicy Grodzkiej 52 w Krakowie (sala 85, II piętro).
Kierownik: prof. dr hab. Jan Skoczyński.
Pracownicy: dr Steffen Huber, dr Piotr Bartula.
Pracownicy Zakładu prowadzą badania nad filozofią polską, historią idei, historiozofią i filozofią polityczną. Formą prezentacji wyników badań są publikacje i zebrania Zakładu.